# Dan Smith
Daniel Campbell Smith, detto Dan (Londra, 14 luglio 1986), è un cantautore britannico, frontman della band Bastille.
Al di fuori del gruppo, Smith è attivo soprattutto come autore per altri interpreti, avendo scritto musica per artisti come Olly Murs, Clean Bandit, James Arthur, Tom Grennan, Foxes e Jessie J.

## Biografia

### Carriera da solista
Smith inizia ad esibirsi in pubblico nel 2007 dopo avere vinto il Bright Young Things, concorso di musica della città di Leeds che gli dà la possibilità di tenere un piccolo tour che tocca varie città del Regno Unito.
Il 2 febbraio 2009 pubblica il suo primo singolo B-side Alchemy/Words are words accompagnato ancora una volta da un breve tour. Pur non riuscendo ad ottenere grande successo come solista, continua a scrivere e comporre musica nella sua camera da letto mobilitandosi intanto per realizzare il suo obiettivo, la formazione di una band.

### Bastille
È nel 2010 che Smith inizia un nuovo progetto musicale che lo porta a realizzare il suo sogno di fondare una band, nascono i Bastille. La nuova formazione comprende quattro elementi: Dan Smith (voce, tastiera e percussioni), Kyle Simmons (tastiera, percussioni e cori), William Farquarson (basso, chitarra e cori) e Chris “Woody” Wood (batteria e cori).
È il caso che porta i quattro a ritrovarsi sulla stessa strada. Smith incontra Wood grazie a un volantino per lezioni di batteria lasciato dal batterista nella cassetta della posta di Smith. I due decidono di iniziare a lavorare insieme, ma il progetto musicale è ancora senza nome. Durante un concerto Smith e Wood incontrano quello che diventerà il terzo elemento della band, Farquarson. Con un passato da jazzista alle spalle, il bassista decide di intraprendere una nuova strada unendosi agli altri due elementi. È con l'arrivo del quarto e ultimo elemento, Simmons, incontrato durante una festa, che la band è al completo e inizia il progetto dei Bastille. La prima esibizione della band risale al 2011.
Il nome dei Bastille è legato alla data di nascita di Smith, nato il 14 luglio, giorno in cui in Francia si celebra la Presa della Bastiglia.
L'album di debutto della band, Bad Blood, esce in Europa il 4 marzo 2013. A poco meno di un anno dall'uscita dell'album, il 19 febbraio 2014, i Bastille vengono premiati come "Best Breakthrough Act" ("Artista rivelazione") ai BRIT Award.

### Attività autoriale
Nel 2010, in concomitanza con il lancio dei Bastille, Smith debutta come autore scrivendo due brani per l'album Ten di Gabriella Cilmi, nonché la collaborazione fra Olly Murs e Jessie J Love Shine Down. Negli anni successivi continua a scrivere vari brani per altri artisti, tra cui il singolo di Foxes Better Love e quello dei Clean Bandit Higher.

## Influenze
Smith cresce ascoltando i vinili dei genitori, senza avere precise preferenze musicali. Dichiara tuttavia in molte interviste di essere un grande appassionato di Simon & Garfunkel e Regina Spektor, la cui influenza è evidente soprattutto nei suoi primi lavori.
Oltre alla passione per la musica, Smith è un grande cinefilo e questa sua seconda passione va ad influenzare gran parte della musica dei Bastille. Da grande ammiratore di David Lynch, Smith dedica una canzone, Laura Palmer, alla protagonista della serie I segreti di Twin Peaks, diretta da Lynch. Il theme della serie viene utilizzato all'apertura dei concerti della band. Il suo amore per il regista David Lynch è con ottima probabilità l'ispirazione del taglio di capelli che ha Dan stesso (in una foto che lo ritrae durante l'incontro con il regista stesso pare dimostrare questa tesi)
Molte citazioni filmografiche sono poi riprese nei brani di Other People's Heartache parte 1 e parte 2, album di mashup pubblicati nel 2012. La passione per il cinema ritorna nel video, montato dallo stesso Smith, che ha accompagnato il primo lancio del singolo “Flaws” che mostra spezzoni del film La rabbia giovane di Terrence Malick.

## Vita privata
Dan Smith è cresciuto a sud di Londra in una famiglia di origine sud africana, provenienti da Durban, con i due genitori avvocati e una sorella, Fran. Si laurea in Letteratura Inglese presso l'Università di Leeds nel 2007. Durante la diretta Instagram della serie #TogetherAtHome del 22 marzo 2020, il frontman del Bastille raccontò che lui e sua sorella ascoltavano sempre la canzone dei Fugees "Killing Me Softly" quando erano piccoli.

## Crediti come autore
| Anno | Interprete           | Canzone                          |
| ---- | -------------------- | -------------------------------- |
| 2010 | Gabriella Cilmi      | Robots                           |
| 2010 | Gabriella Cilmi      | Sucker for Love                  |
| 2010 | Olly Murs            | Love Shine Down (feat. Jessie J) |
| 2013 | To Kill a King       | Choices                          |
| 2014 | Dan Croll            | Wanna Know                       |
| 2014 | Rag'n'Bone Man       | Lay My Body Down                 |
| 2015 | Foxes                | Better Love                      |
| 2016 | Chris Stylez         | "Who Is"                         |
| 2016 | Chris Stylez         | Night Shift                      |
| 2016 | Banners              | Half Light                       |
| 2017 | Rag'n'Bone Man       | Your Way or the Rope             |
| 2017 | Chris Stylez         | The Gospel                       |
| 2017 | Rationale            | Into the Blue                    |
| 2018 | Kara Marni           | Curve                            |
| 2018 | James Arthur         | At My Weakest                    |
| 2018 | Kara Marni           | Move                             |
| 2019 | Gryffin              | Hurt People                      |
| 2019 | The Modern Strangers | Visions                          |
| 2019 | Moss Kena            | Begging                          |
| 2020 | Tom Grennan          | This Is The Place                |
| 2020 | Love Fame Tragedy    | Multiply                         |
| 2020 | Cailin Russo         | Sicko                            |
| 2020 | Cheat Codes          | Heaven                           |
| 2021 | Clean Bandit         | Higher (feat. Iann Dior)         |